# Breithorn Oriental
El Breithorn Oriental és una muntanya de 4.139 metres que es troba entre les regions de la Vall d'Aosta a Itàlia i el Valais a Suïssa.